# Cerveja Theresianer
A Cerveja Theresianer é uma cerveja italiana produzida por Theresianer - Antiga Cervejaria de Trieste, com sede na cidade de Nervesa della Bataglia, província de Treviso, Itália..

## História
As raízes da cerveja são de 1766 quando em Trieste, ainda Império Austro-Húngaro, um austríaco ganhou da duquesa Maria Teresa da Áustria a permissão de estabelecer uma cervejaria, introduzindo pela primeira vez na cidade os costumes cervejeiros de seu país.

## Ligações Externas
- Site Oficial